# 노선영
노선영(盧善英, 1989년 10월 19일~)은 대한민국의 스피드 스케이팅 선수이다. 쇼트트랙 선수 노진규의 친누나이다.
2019년 노선영은 동생의 죽음에 책임이 있다며, 전명규 전 빙상연맹 부회장과 코치백씨를 고발하였다., 2021년 국가인권 위원회는 다음과 같이 판단하였다. 부상 당한 피해자가 과도한 훈련과 무리한 대회 출전을 지속했으며 이것은 사망으로 연결되었다. 이같은 배경에는 전명규 부회장등이 선수관리 보호책임에 소홀히 했다는 비판을 면하기는 어려울 것이라 하였다.

## 학력
- 과천초등학교
- 과천중학교
- 서현고등학교
- 한국체육대학교 체육학과

## 주요 참가대회 성적
- 2017 제8회 삿포로 동계 아시안 게임 여자 1500m 7위
- 2017 제8회 삿포로 동계 아시안 게임 여자 팀추월 은메달
- 제92회 전국동계체육대회 여자 대학부 3000m 1등
- 제92회 전국동계체육대회 여자 대학부 1500m 1등
- 2006 토리노 동계올림픽 여자 1500m 32위
- 2006 토리노 동계올림픽 여자 3000m 19위
- 2011 제7회 아스타나-알마티 동계 아시안게임 여자 팀추월 금메달
- 2011 제7회 아스타나-알마티 동계 아시안게임 여자 1500m 은메달
- 2011 제7회 아스타나-알마티 동계 아시안게임 여자 매스스타트 금메달
- 2010 밴쿠버 동계올림픽 여자 1500m 30위
- 2010 밴쿠버 동계올림픽 여자 3000m 19위
- 2010 밴쿠버 동계올림픽 여자 팀추월 8위
- 제91회 전국동계체육대회 여자 대학부 1500m 1등
- 제91회 전국동계체육대회 여자 대학부 1000m 1등
- 2017 종목별 스피드스케이팅 대회 여자 1500m 1등
- 제89회 전국동계체육대회 1500M 1등
- 제89회 전국동계체육대회 3000M 1등
- 제89회 전국동계체육대회 2400M팀추월 1등
- 2014 소치 동계올림픽 여자 1500m 29위
- 2014 소치 동계올림픽 여자 3000m 25위
- 2014 소치 동계올림픽 여자 팀추월 8위
- 2018 평창 동계올림픽 여자 1500m 14위
- 2018 평창 동계올림픽 여자 팀추월 8위
- 2007세계주니어스피드선수권대회 여자부 500m 8등
- 2007세계주니어스피드선수권대회 1000m 1등
- 2007세계주니어스피드선수권대회 종합 1등
- 2007세계주니어스피드선수권대회 팀추월 2등
- 2007세계주니어스피드선수권대회 3000m 2등
- 2007세계주니어스피드선수권대회 1500m 2등
- 제37회 회장배 전국남녀 빙상경기대회 여고부 1000M 1등
- 2007 전국남녀 주니어 빙상선수권대회 여자 1500M 2등
- 2007 전국남녀 주니어 빙상선수권대회 1000M 3등
- 2007 전국남녀 주니어 빙상선수권대회 1000M 2등
- 2007 전국남녀 주니어 빙상선수권대회 개인종합 2등
- 제41회 전국남녀 종목별 빙상선수권대회 여자 3000M 2등
- 제41회 전국남녀 종목별 빙상선수권대회 1500M 2등
- 제61회 전국남녀 종합 빙상선수권대회 여자 500M 3등
- 제61회 전국남녀 종합 빙상선수권대회 5000M 3등
- 제61회 전국남녀 종합 빙상선수권대회 3000M 2등
- 제61회 전국남녀 종합 빙상선수권대회 1500M 1등
- 제61회 전국남녀 종합 빙상선수권대회 개인종합 1등
- 춘천MBC배 2006 전국남녀 학생종별종합 빙상선수권대회 여중부 500M 3등
- 춘천MBC배 2006 전국남녀 학생종별종합 빙상선수권대회 3000M 1등
- 춘천MBC배 2006 전국남녀 학생종별종합 빙상선수권대회 개인종합 1등
- 춘천MBC배 2006 전국남녀 학생종별종합 빙상선수권대회 1500M 1등
- 춘천MBC배 2006 전국남녀 학생종별종합 빙상선수권대회 1000M 1등
- 2006 전국남녀 주니어 빙상선수권대회 여자 3000M 2등
- 2006 전국남녀 주니어 빙상선수권대회 1500M 3등
- 2006 전국남녀 주니어 빙상선수권대회 개인종합 3등
- 제36회 회장배 전국남녀 빙상경기대회 여고부 1000M 1등
- 제60회 전국남녀 종합 빙상선수권대회 여자 500M 2등
- 제60회 전국남녀 종합 빙상선수권대회 3000M 1등
- 제60회 전국남녀 종합 빙상선수권대회 1500M 1등
- 제60회 전국남녀 종합 빙상선수권대회 5000M 1등
- 제40회 전국남녀 종목별 빙상선수권대회 여자 3000M 1등
- 제40회 전국남녀 종목별 빙상선수권대회 5000M 1등
- 제40회 전국남녀 종목별 빙상선수권대회 1500M 1등
- 제60회 전국남녀 종합 빙상선수권대회 개인종합 1등
- 2005/2006 스피드2차월드컵대회 여자 3000M 17등
- 2005/2006 스피드2차월드컵대회 1500M 23등
- 2005/2006 스피드1차월드컵대회 여자 1500M 18등
- 2005/2006 스피드1차월드컵대회 Team Pursuit 13등
- 2005/2006 스피드1차월드컵대회 3000M 12등
- 제41회 전국남녀 중,고등학교 회장배 빙상경기대회 여고부 1500M 1등
- 제41회 전국남녀 중,고등학교 회장배 빙상경기대회 1000M 3등
- 제86회 전국동계체육대회 여중부 3000M 1등
- 제86회 전국동계체육대회 1500M 1등
- 춘천MBC배 2005 전국남녀 학생종별종합 빙상선수권대회 여중부 500M 1등
- 춘천MBC배 2005 전국남녀 학생종별종합 빙상선수권대회 1000M 1등
- 춘천MBC배 2005 전국남녀 학생종별종합 빙상선수권대회 3000M 1등
- 2005 전국남녀 주니어 빙상선수권대회 여자 1000M 2등
- 2005 전국남녀 주니어 빙상선수권대회 3000M 2등
- 2005 전국남녀 주니어 빙상선수권대회 개인종합 2등
- 2005 전국남녀 주니어 빙상선수권대회 1500M 1등
- 춘천MBC배 2005 전국남녀 학생종별종합 빙상선수권대회 개인종합 1등
- 춘천MBC배 2005 전국남녀 학생종별종합 빙상선수권대회 1500M 1등
- 제35회 회장배 전국남녀 빙상경기대회 여중부 1500M 1등
- 제35회 회장배 전국남녀 빙상경기대회 3000M 1등
- 제 85회 전국동계체육대회 여자중등부 3000m(quartet) 1위
- 제 85회 전국동계체육대회 여자중등부 1500m 1위
- 춘천 MBC배 2004 전국남녀 학생종별종합 빙상선수권대회 여자중등부 2위
- 2004 전국남녀 학생종별종합 빙상선수권대회 여중부 1000M 1등

## 경력
- 2006년 동계 올림픽 스피드 스케이팅 국가대표
- 2010년 동계 올림픽 스피드 스케이팅 국가대표
- 2011년 동계 아시안 게임 스피드 스케이팅 국가대표
- 2014년 동계 올림픽 스피드 스케이팅 국가대표
- 2017년 동계 아시안 게임 스피드 스케이팅 국가대표
- 2018년 동계 올림픽 스피드 스케이팅 국가대표